# Стефано Висконти
Стефано Висконти (итал. Stefano Visconti; 1288—4 июля 1327, Милан) — синьор ди Арона.

## Биография
Второй сын Маттео I Висконти, синьора Милана, и Бонакоссы Борри.
В 1311 году вместе с отцом участвовал в походе на Павию, восставшую против императора Генриха VII под предводительством Филиппо Лангоско. Затем участвовал в борьбе с гвельфами, будучи направлен на помощь брату Галеаццо в Пьяченцу, а после к маркграфу Салуццо.
В 1320 году вместе с братьями Галеаццо, Марко и Лукино выступил в Пьемонт против Филиппа де Валуа, графа дю Мена, посланного на борьбу с Висконти в качестве заместителя короля Роберта Неаполитанского, назначенного викарием папы Иоанна XXII в Италии. До сражения не дошло, поскольку Филипп, подкупленный миланцами, повернул назад.
Умер в ночь на 4 июля 1327 года после пира, устроенного в Милане в честь Людвига Баварского по случаю его коронации королем Италии. Современники считали, что он умер от яда, предназначенного Людвигу, и король отправил в заключение в крепость Монцы троих из четырех его братьев: Галеаццо, Джованни и Лукино, а также племянника Аццо Висконти.
С 1325 года был синьором Ароны, которую после его смерти Людвиг передал семейству Торринелли.
Великолепная гробница Стефано и его жены, работы Бонино да Кампионе, была сооружена в 1359 году в базилике Сант-Эусторджо в Милане.

## Семья
Жена (1318): Валентина Дориа (1290—27.08.1359), дочь Бернабо Дориа, синьора ди Сасселло и Логодуро, и Элианы Фьески, вдова маркграфа Франческо дель Карретто
Дети:
- Диана (Грандиана) (ок. 1318—?). Муж: Рамон де Виларагут (ок. 1295 — ок. 1359), барон ди Трипи
- Маттео II (ок. 1319—29.09.1355), синьор Милана. Жена (1340): Эджидола Гонзага, дочь кондотьера Филиппино Гонзага и Анны Довары
- Бернабо (после 1323—19.12.1385), синьор Милана. Жена: Реджина делла Скала (1335—18.06.1384), дочь Мастино II делла Скала и Таддеи да Каррара
- Галеаццо II (после 1323—4.08.1378), синьор Милана. Жена (28.09.1350): Бьянка Мария Савойская (1336—31.12.1387), дочь Аймона, графа Савойи, и Иоланды Монферратской
- Катерина. Муж: Джакомо Вальперга (ум. 1398)